# Brukenthal-Museum

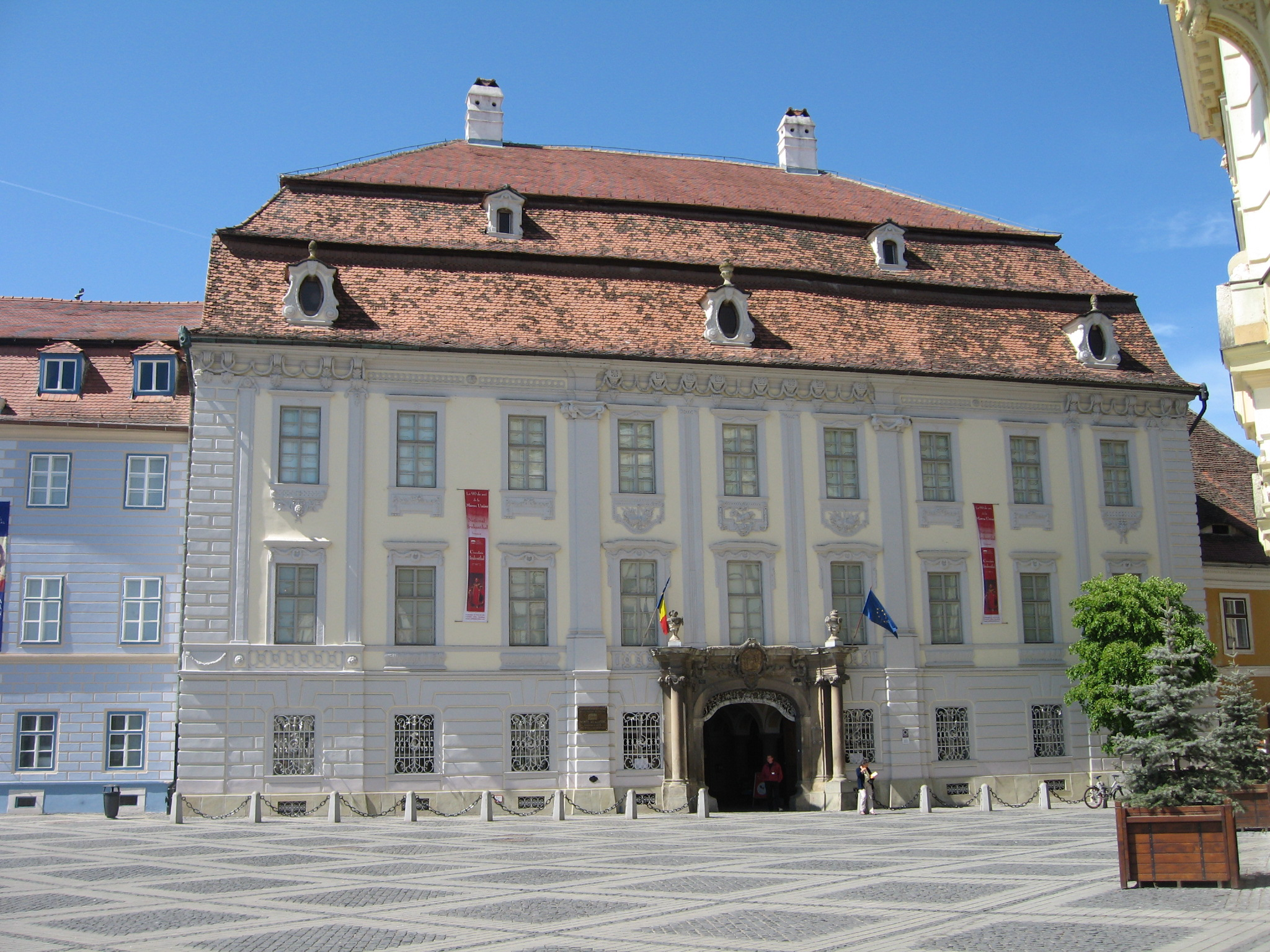
Das Brukenthal-Palais auf dem Großen Ring in Hermannstadt

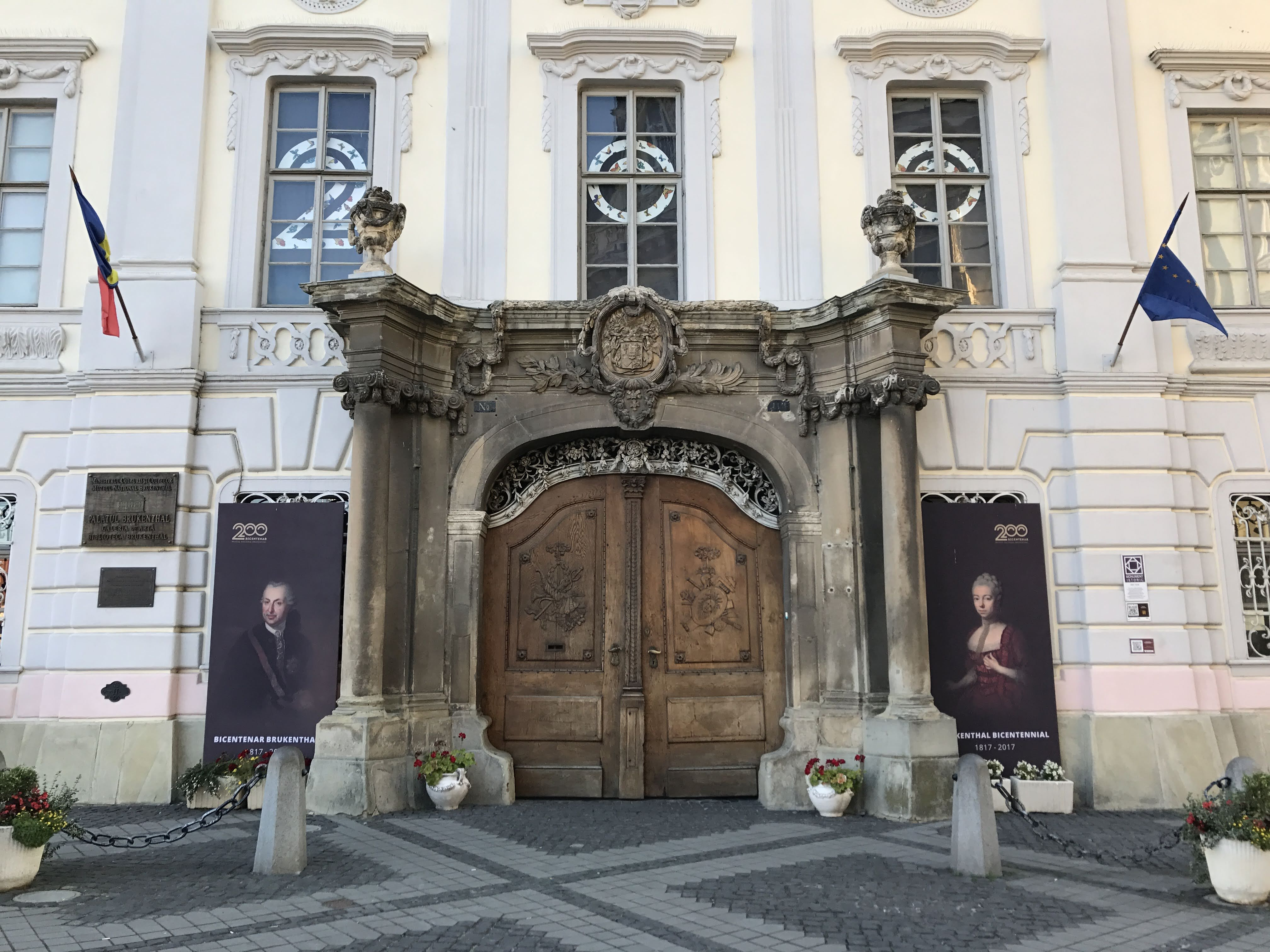
Eingangsportal des Museums

Das Brukenthal-Museum (Eigenschreibweise Brukenthal National Museum, rum. Muzeul Național Brukenthal) ist eine Gruppe von Museen in Sibiu (deutsch Hermannstadt) in Siebenbürgen (Rumänien). Die Museen sind über die Stadt verteilt. Sie besitzen eigene Programme und Veranstaltungsreihen, werden aber gemeinsam verwaltet.

## Ursprünge

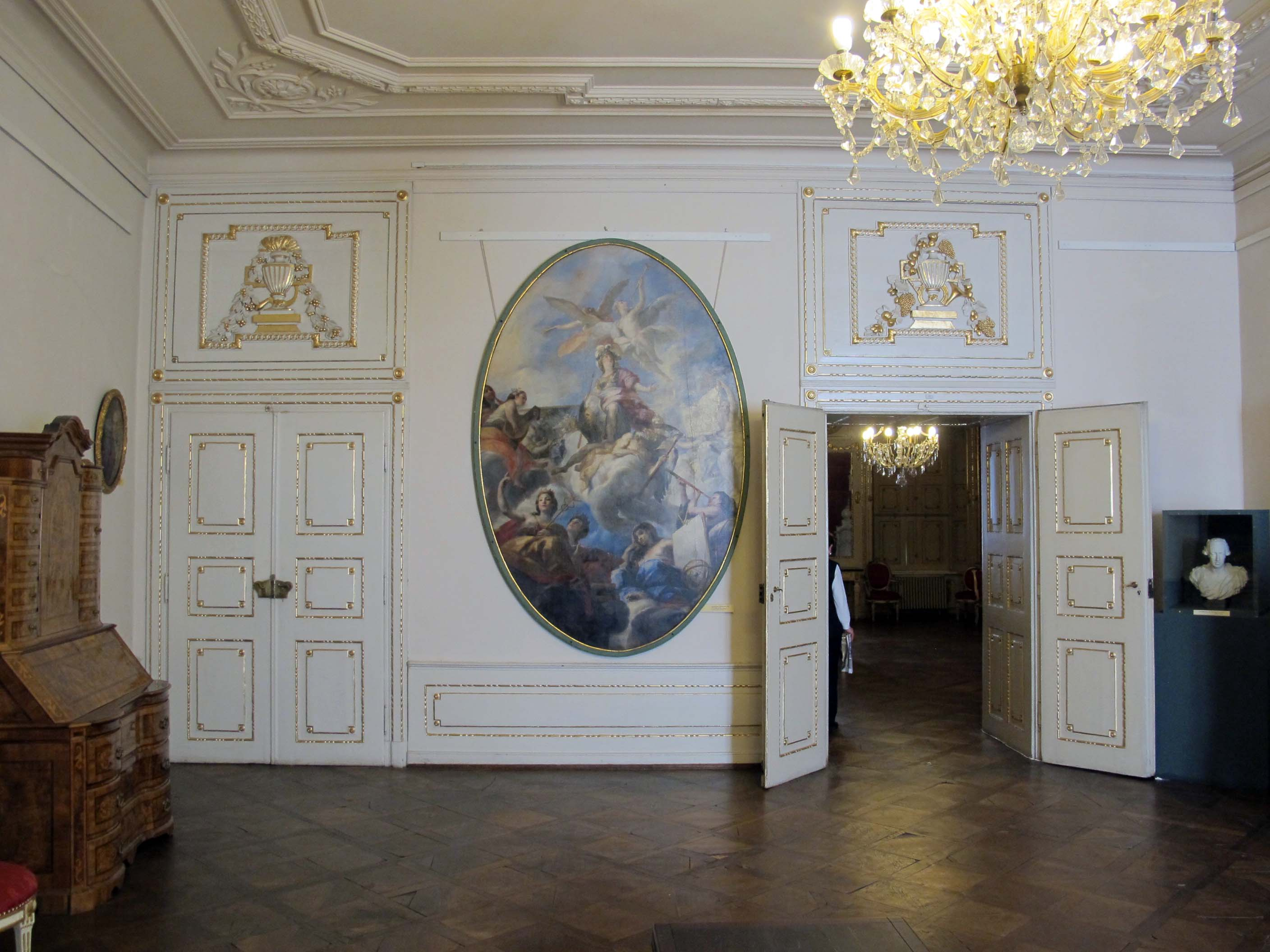
Innenansicht

Der Stifter dieser Museen war Samuel von Brukenthal, 1774–1787 habsburgischer Gouverneur von Siebenbürgen. Er begann ab etwa 1754 in Wien die ersten Stücke für seine Sammlungen zu erwerben. 1817 wurden diese, Brukenthals Testament entsprechend, als Eigentum der Nationsuniversität, also der Gesamtheit der Siebenbürger Sachsen und ihrer deutschsprachigen, evangelischen Landeskirche, der Öffentlichkeit zugänglich gemacht. 
Die Sammlung Brukenthal stellt damit das erste Museum Siebenbürgens dar und ist ebenso die älteste Einrichtung dieser Art auf dem Gebiet des heutigen Rumäniens.
Nach der Enteignung des Museumsbestandes im Jahre 1948 wurden erhebliche Teile der Sammlungen auf andere Museen des Landes verteilt bzw. sind dort noch heute (2011) gelagert. Gemäß einer Vereinbarung zwischen Rumänien und der Kirche aus dem Jahre 2005 sollen alle enteigneten Stücke zurückgegeben und museal ausgestellt werden. Der Prozess der Rückführung, auch aus dem Nationalmuseum und dem Nationalen Geschichtsmuseum in Bukarest, dauerte 2011 noch an.

## Sammlung Brukenthal

### Pinakothek

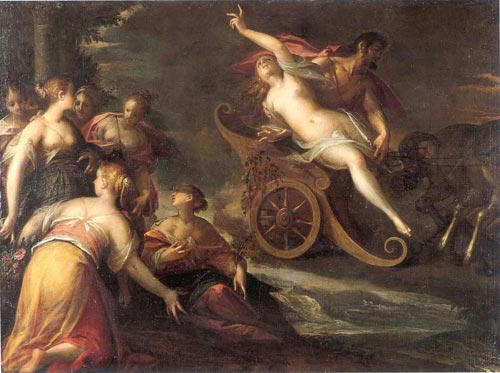
Hans von Aachens Raub von Proserpina von 1589 ist Teil der Brukenthalschen Gemäldesammlung

Die Brukenthalsche Gemäldesammlung befindet sich im 1778–1788 erbauten barocken Brukenthal-Palais auf dem Großen Ring, dem Hauptplatz Hermannstadts, und enthält etwa 1200 Gemälde der wichtigsten europäischen Künstlerischen Schulen des 15. bis 18. Jahrhunderts: Werke der flämischen, deutschen, österreichischen, italienischen, spanischen und französischen Renaissance, des Barocks und des Rokokos. Das Palais selbst ist das bedeutendste Barockgebäude in Siebenbürgen.

### Bibliothek
Die Brukenthal-Bibliothek (Biblioteca Brukenthal) befindet sich ebenfalls im Palais und umfasst etwa 300.000 Einzelstücke (Handschriften, Inkunabeln, seltene Antiquarien, zeitgenössische Bücher und Zeitschriften seit Ende des 18. Jahrhunderts).

### Weitere Sammlungsbestände
Brukenthal hinterließ der Öffentlichkeit weiters ein Kupferstichkabinett, eine Anzahl bedeutender Teppiche, sowie Münz- und Mineraliensammlungen.

## Historisches Museum
Das Historische Museum (Muzeul de Istorie) ist im alten Hermannstädter Rathaus untergebracht. Dieses Gebäude-Ensemble ist der wichtigste noch erhaltene gotische Profanbau in Siebenbürgen. Ursprünglich beschränkte sich das Museum auf die Darstellung der Geschichte Hermannstadts und seiner Umgebung, heute zeigt es Exponate des gesamten südlichen Siebenbürgen.

## Apothekenmuseum
Das Apothekenmuseum (Muzeul de Istorie a Farmaciei) wird von einem historischen Gebäude von 1569 am Kleinen Ring beherbergt, in dem sich die älteste Apotheke auf dem Gebiet des heutigen Rumäniens befindet. Im Keller dieses Hauses erfand Samuel Hahnemann die Homöopathie als neue Methode der Behandlung. Einige seiner Ampullen und Unterlagen werden gezeigt. Das ursprüngliche Mobiliar im Wiener Stil ist noch weitgehend erhalten. Die Ausstellung ist um die Struktur einer klassischen Apotheke mit zwei Laboratorien gruppiert und besitzt eine homöopathische sowie eine dokumentarische Abteilung. Sie enthält über 6.000 alte medizinische Instrumente und Gerätschaften zur Herstellung von Heilmitteln. Beschriftete Holzkrüge zu deren Aufbewahrung vervollständigen die Sammlung. Im Eingangsbereich vermittelt ein rekonstruierter Laden mit Holztheken und Glaskrügen die Atmosphäre einer Apotheke des 18. Jahrhunderts.

## Naturhistorisches Museum
Das Naturgeschichtsmuseum (Muzeul de Istorie Naturală) hat seine Anfänge 1849, als der Siebenbürgische Verein für Naturwissenschaften gegründet wurde, dessen Mitglieder ortsansässige und auswärtige Personen des wissenschaftlichen und kulturellen Lebens waren. Die Sammlungen dieses Museums umfassen über eine Million mineralogisch-petrografische, paläontologische, botanische und zoologische Exponate.

## Waffen und Jagdtrophäen
Das August-von-Spieß-Museum der Waffen und Jagdtrophäen (Muzeul de Arme și Trofee de Vânatoare) stellt die Entwicklung der Geräte und Waffen für die Jagd vor. Gezeigt werden auch traditionelle Jagdtechniken und zeitgenössische Stiche. Ebenso wird über Jagdwild und dessen Jagd- und Schonzeiten aufgeklärt. Bedeutend ist außerdem die Jagdtrophäensammlung, die zu den Sammlungen Witting und August Spieß gehört. Letztere wurde 1963 erworben und umfasste ursprünglich 1058 Exemplare. Der Bestand ist mittlerweile auf ca. 1500 Exemplare angewachsen.